# Gabriel (Ogorodnikow)
Gabriel, imię świeckie Dmitrij Iwanowicz Ogorodnikow (ur. 14 października?/26 października 1890 w Soligaczu, zm. 28 lutego 1971 w Taszkencie) – rosyjski biskup prawosławny.

## Życiorys
Ukończył szkołę handlową, następnie wojskową. W czasie I wojny światowej służył w armii rosyjskiej jako oficer. Został odznaczony Krzyżem św. Jerzego. W 1918 udał się na emigrację do Chin. Żył w Szanghaju i pracował na kolei. W 1926 rozpoczął naukę teologii w seminarium prowadzonym przez rosyjską misję prawosławną w Chinach. W 1930 złożył wieczyste śluby mnisze, po czym został hierodiakonem. W 1933 został wyświęcony na hieromnicha. Służył kolejno w cerkwiach Michała Archanioła w Dalianie, cerkwi Opieki Matki Bożej w Tiencinie oraz w soborze Ikony Matki Bożej „Wstawienniczka Za Grzesznych” w Szanghaju. W 1944 wyznaczono go na kierownika rosyjskiej misji prawosławnej w Pekinie i nadano mu godność archimandryty.
29 sierpnia 1948 w Ławrze Troicko-Siergijewskiej miała miejsce jego chirotonia na biskupa chabarowskiego i władywostockiego. W ceremonii jako konsekratorzy wzięli udział patriarcha moskiewski i całej Rusi Aleksy I, arcybiskup dmitrowski Witalis oraz biskup możajski Makary. Od 1949 był biskupem wołogodzkim i czeriepowieckim. Od 1959 kierował eparchią astrachańską i jenotajewską. W 1960 otrzymał godność arcybiskupa. W 1963 został arcybiskupem taszkenckim i Azji Środkowej, który to urząd sprawował do śmierci w 1971. Pochowany w sąsiedztwie cerkwi św. Aleksandra Newskiego w Taszkencie.